# Bye Bye Birdie
Bye Bye Birdie (Brasil: Adeus, Amor / Portugal: Como É Bom Amar) é um filme norte-americano de 1963, do gênero comédia, dirigido por George Sidney e estrelado por Janet Leigh e Dick Van Dyke.

## Notas sobre a produção

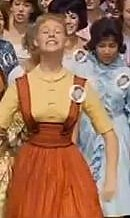
Trudi Ames em cena do trailer do filme.

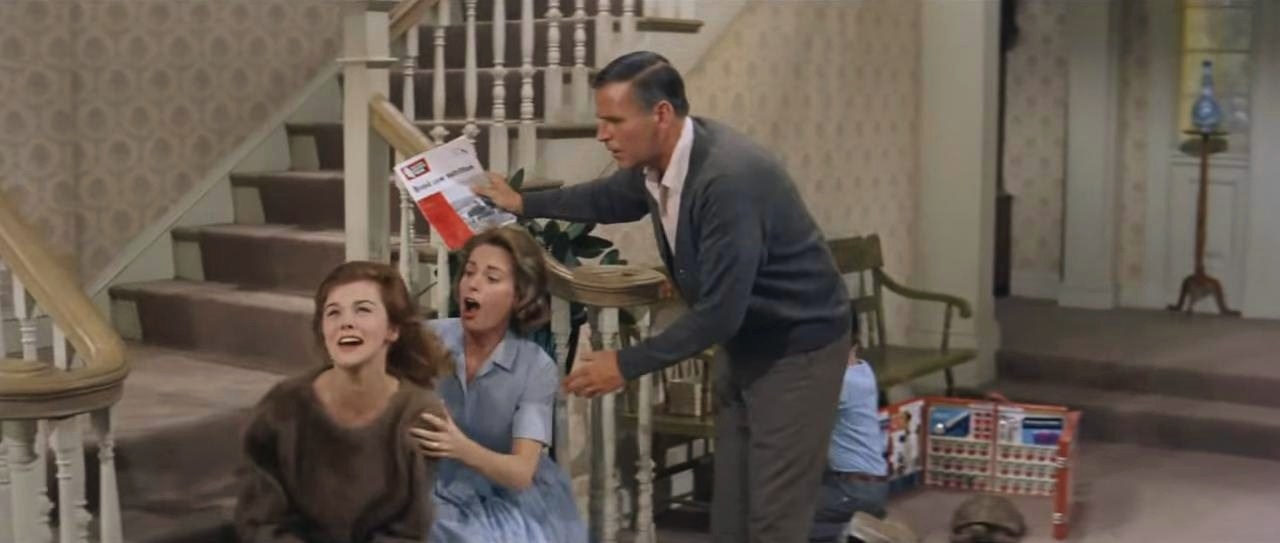
Ann-Margret, Mary LaRoche e Paul Lynde em cena do trailer do filme.